# 五輪書

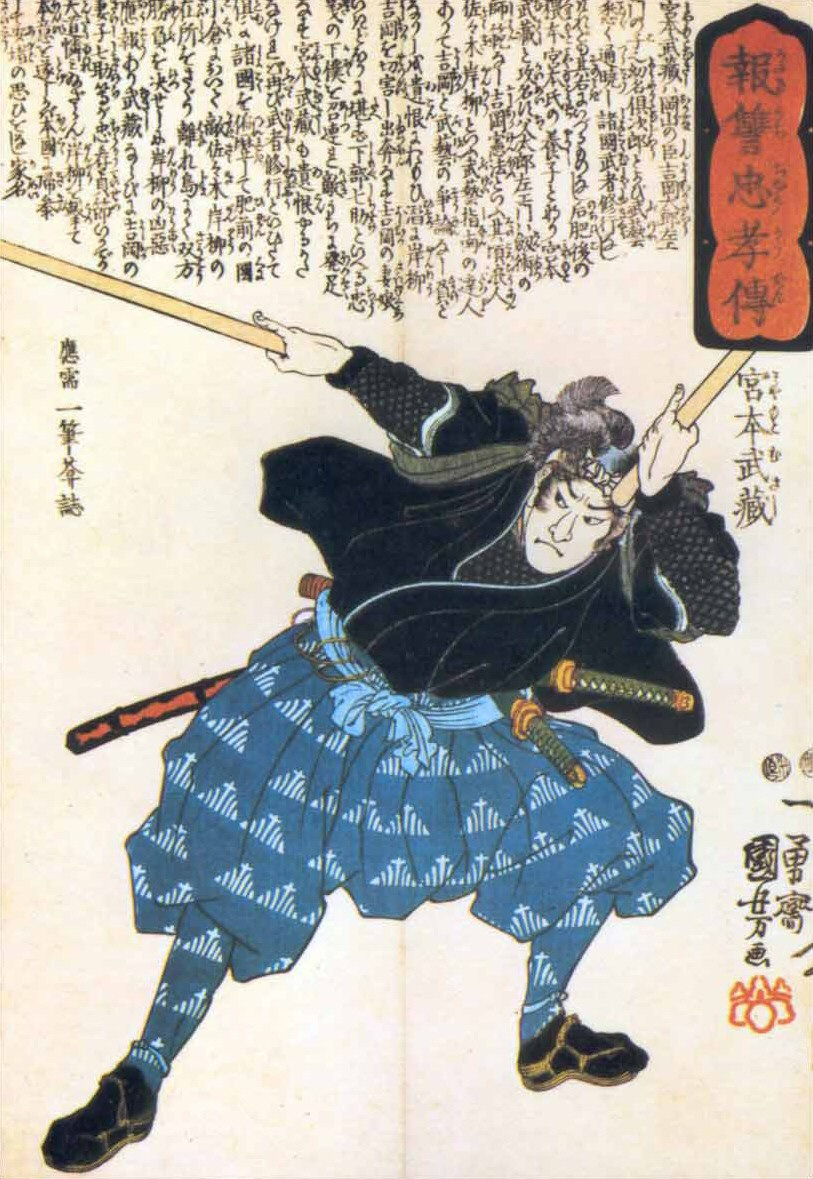
宮本武蔵

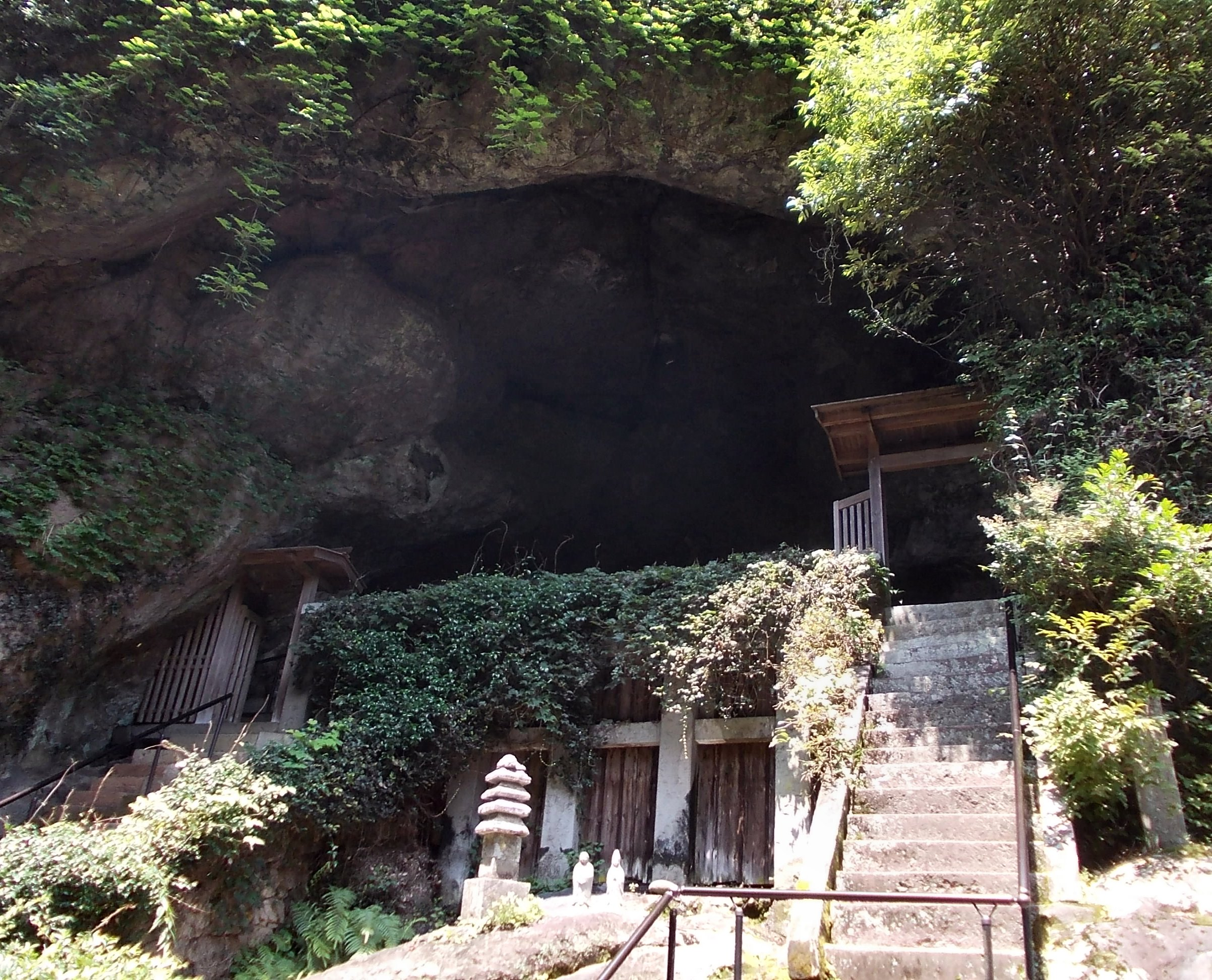
霊巌洞

『五輪書』（ごりんのしょ）は、円明流や二天一流を興した宮本武蔵の著した兵法書。剣術の奥義をまとめたものといわれる。
寛永20年（1643年）から死の直前の正保2年（1645年）にかけて、熊本県熊本市近郊の金峰山西の岩殿山にある雲巌禅寺の中にある霊巌洞で執筆されたとされる
。

## 概要
『五輪書』は勝負における徹底とした合理主義を導入している。それは実利的観点から説き起こして分析しているのが特徴であり、勝利を追求する原則論を説いている。宮本武蔵は合理主義者としての姿を見せており、さらにマキャヴェリアン (策謀家)としての一面をも垣間見ることができる。「地の巻」のなかでは兵法を大工のようなものとしてたとえている。
批評家の小林秀雄は『五輪書』について1949年の講演筆録「私の人生観」の中で以下のように述べている
「私が、武蔵という人を偉いと思うのは、通念化した教養の助けを借りず、彼が自分の青年期の経験から、直接に、ある極めて普遍的な思想を、独特の工夫によって得るに至ったという事です。（中略）武蔵は、敢えて、それをやった人だと私は思っている。彼の孤独も不遇も、恐らく、このどうにもならぬ彼の思想の新しさから来たのであって、彼の方から、ことさら世間を避けたというような形跡は全くない」、「武蔵は、自分の実地経験から得た思想の新しさ正しさについて、非常な自負を持っていたに相違なく、彼は、これを「仏法儒道の古語をもからず、軍記軍法の古きを用ひず」語ろうとした。」

## 写本
自筆本である原本は焼失したと伝えられる。
なお、現在発見されている五輪書の現存する写本は、次の通りである。
|        | 写本名       | 様態                | 備考                                   |
| ------ | ------------ | ------------------- | -------------------------------------- |
| 筑前系 | 吉田家本     | 巻子本 五巻         | 吉田家文書 九州大学図書館記録資料館蔵  |
| 筑前系 | 中山文庫本   | 冊子本 一冊         | 中山久四郎旧蔵 東京都立中央図書館蔵    |
| 筑前系 | 大塚家本     | 巻子本 五巻         | 早川大塚系 個人蔵                      |
| 筑前系 | 伊丹家本     | 巻子本三種 計五巻   | 地水風空巻 火之巻欠 福岡市総合図書館蔵 |
| 筑前系 | 鈴木家本     | 巻子本 一巻         | 早川大塚系 火之巻 個人蔵               |
| 筑前系 | 立花隨翁本   | 巻子本 地火二巻     | 立花系 立花増寿名 個人蔵               |
| 筑前系 | 松井家本     | 巻子本 空之巻一巻   | 越後系 丹羽信英名 個人蔵               |
| 筑前系 | 赤見家本     | 巻子本三種 計四巻   | 越後系 丹羽信英名他 地之巻欠 個人蔵    |
| 筑前系 | 渡辺家本     | 巻子本二種 計三巻   | 越後系 渡部信行名 個人蔵               |
| 筑前系 | 近藤家本     | 巻子本三種 欠巻あり | 越後系 渡部信行・大沼美正名 個人蔵     |
| 筑前系 | 住田伊藤家本 | 巻子本 地水火三巻   | 越後系 渡部安信名 三巻兵書 個人蔵      |
| 筑前系 | 神田家本     | 巻子本・冊子本 三種 | 越後系 五十嵐正一名 三巻及風空 個人蔵  |
| 筑前系 | 石井家本     | 巻子本・冊子本 二種 | 越後系 五十嵐正一名 三巻兵書 個人蔵    |
| 筑前系 | 猿子家本     | 巻子本二種 計四巻   | 越後系 五十嵐正一名二種 個人蔵         |
| 筑前系 | 稲荷伊藤家本 | 巻子本 地水火三巻   | 越後系 一柳省一郎名 三巻兵書 個人蔵    |
| 筑前系 | 澤渡家本     | 冊子本 一冊 水之巻  | 越後系 木村又六名文書の写し 個人蔵     |
| 肥後系 | 楠家本       | 巻子本 五巻         | 但馬楠家旧蔵 宮本武蔵顕彰会蔵          |
| 肥後系 | 細川家本     | 巻子本 五巻         | 前田家旧蔵 永青文庫蔵                  |
| 肥後系 | 丸岡家本     | 巻子本 五巻         | 村岡家旧蔵 個人蔵                      |
| 肥後系 | 富永家本     | 冊子本 合本一冊     | 牧堂文庫 熊本県立図書館蔵              |
| 肥後系 | 常武堂本     | 冊子本 一冊         | 常武堂書写本 個人蔵                    |
| 肥後系 | 田村家本     | 巻子本 五巻         | 牧堂文庫 熊本県立図書館蔵              |
| 肥後系 | 狩野文庫本   | 冊子本 一冊         | 狩野亮吉旧蔵 東北大学付属図書館蔵      |
| 肥後系 | 多田家本     | 冊子本 五冊         | 多田円明流 龍野歴史文化資料館蔵        |
| 肥後系 | 山岡鉄舟本   | 冊子本 合本一冊     | 村上康正旧蔵 金沢市立玉川図書館蔵      |
| 肥後系 | 稼堂文庫本   | 冊子本 一冊         | 黒本植旧蔵 金沢市立玉川図書館蔵        |
| 肥後系 | 大瀧家本     | 冊子本 一冊         | 越後の肥後系写本 個人蔵                |

　
公刊本の底本になっているのは、肥後系の細川家本だが、本文に欠落箇所、誤字あり。この誤写や脱文のある後発的写本の１つに過ぎない細川家本を底本とし、他の異本との校合をしないで出版されたテキストが、宮本 武蔵,渡辺 一郎 (編さん)『五輪書』岩波書店 1985/2/18 に収録。
講談社学術文庫の鎌田茂雄の現代語訳も含め、ほとんどの五輪書の解説書が岩波書店版を底本としている。
誤写や脱文のある後発的写本の１つに過ぎない細川家本を底本とし、同系統の楠家本と九州大学本で校合し、さらに丸岡家本と狩野文庫本を合わせて、確定したもの、つまりは相伝文書ではない肥後系の伝書をのみを校合したテキストは、魚住孝至『定本五輪書』新人物往来社 2005年3月10日に収録。しかし、複数の写本を校合し、誤写を修正し、脱文を補ったことは画期的であった。校合に使用した書写本の来歴は、魚住孝至『定本五輪書』新人物往来社 2005年3月10日 49～55ページに記載。写本系統図は、同65ページに掲載。
2003年に発見された福岡藩家老吉田家旧蔵本を底本とし、魚住孝至が用いた肥後系の細川家本を合わせて新たに校訂したものは宮本武蔵 佐藤正英 校注・訳『五輪書』ちくま学芸文庫2009年1月7日に収録。佐藤正英は後書きで、魚住孝至への学恩に感謝している。
相伝文書として作成された福岡藩家老吉田家旧蔵本や中山文庫本などの筑前系の写本、筑前系写本から派生し相伝文書として作成された旧越後諸藩に伝わった『五輪書』の複数の写本、肥後系の写本を校合したものは、播磨武蔵研究会のホームページ掲載。
筑前系・越後系、肥後系の五輪書の写本の伝系図については、播磨武蔵研究会のホームページに掲載がある。

## 構成
五輪書という書名からして、宮本武蔵によるものではない。武蔵自身も彼から譲り受けた弟子も、「五巻」「地水火風空之五巻」と呼んでいた。しかも、武蔵は「地水火風空」を自分なりの用語として使っているので、仏教で言う五輪（五大）をかたどって書いたわけではない。
五輪書と呼ばれるようになったのは、長岡寄之の嫡男で、少年期に武蔵に習い、武蔵没後はその直弟子の寺尾孫之丞から術技を習った八代城代の長岡直之が、この書を御側の者に講釈した辺りからと考えられ、『兵法二十七箇条』（17世紀末期）には、五倫書の名が見える。そして直之の側近で、この講釈を聴き、その後武蔵のことを調べて『武公伝』など武蔵について何冊かの著述をなした豊田正剛になって、五輪書という名が初めて見られるようになった。
地の巻
自らの流を二天一流と名付けたこと、これまでの生涯、兵法のあらましが書かれている。「まっすぐな道を地面に書く」ということになぞらえて、「地の巻」とされている。
水の巻
二天一流での心の持ち方、太刀の持ち方や構えなど、実際の剣術に関することが書かれている。「二天一流の水を手本とする」剣さばき、体さばきを例えて、「水の巻」とされている。
火の巻
戦いのことについて書かれている。個人対個人、集団対集団の戦いも同じであるとし、戦いにおいての心構えなどが書かれている。戦いのことを火の勢いに見立て、「火の巻」とされている。
風の巻
他の流派について書かれている。「風」というのは、昔風、今風、それぞれの家風などのこととされている。
空の巻
兵法の本質としての「空」について書かれている。

## 「風の巻」における他流派批判
- 長太刀を用いる流派に対しては、接近戦に不向きであり、狭い場所では不利となり、何より長い得物に頼ろうとする心がよくないと記す。
- 短太刀を用いる流派に対しては、常に後手となり、先手を取れず、相手が多数の場合、通用せず、敵に振り回されると記す。
- 太刀を強く振る（剛の剣の）流派に対しては、相手の太刀を強く打てば、こちらの体勢も崩れる上、太刀が折れてしまうことがあると指摘する。
- 妙な足使い（変わった足捌き）をする流派に対しては、飛び跳ねたりしていたら、出足が遅れ、先手を取られる上、場所によっては動きが制限されると指摘する。
- 構え方に固執する流派に対しては、構えは基本的には守りであり、後手となる。敵を混乱させるためにも構えは柔軟であるべきと記す。
- 奥義や秘伝書を有する流派に対しては、真剣の斬り合いにおいて、初歩と奥義の技を使い分けたりはしないとし、当人の技量に応じて指導すべきと記す。

これらの他流派批判をすることにより、二天一流の有用性を説いている。

## 関連書籍
- 渡辺一郎　『五輪書』 岩波書店〈岩波文庫〉、ISBN 4003300211
  - 底本　細川家本
- 三橋鑑一郎注　『劍道祕要』　体育とスポーツ出版社、2002年、ISBN 4-88458-132-6
  - 五輪之書『劍道祕要』附録 武蔵實傳二天記　武徳誌発行所　明治42年9月(1909年)　鹿屋体育大学附属図書館の校訂
- 魚住孝至校注　『定本五輪書』　新人物往来社、ISBN 4-404-03238-2
  - 底本　細川家本　楠家旧蔵本、九州大学本、丸岡家本、狩野文庫本を参照
- 大倉隆二訳・校訂　『決定版五輪書現代語訳』　草思社、ISBN 4-7942-1306-9
  - 九州大学所蔵本。福岡藩家老　吉田家。
- 松延市次訳・校訂、松井健二監修　『決定版　宮本武蔵全書』　弓立社、ISBN 4896673018
  - 楠家本
- 松延市次編　『校本五輪書』　（第一分冊　諸本一覧　2001年）（第二分冊　索引編・付ロシア語版『五輪の書』　2003年）（第三分冊　資料編　2001年）自家版
- 長尾剛　『新釈「五輪書」』　PHP研究所、2002年、ISBN 978-4-569-57761-6